# Nikel
 Der er for få eller ingen kildehenvisninger i denne artikel, hvilket er et problem. Du kan hjælpe ved at angive troværdige kilder til de påstande, som fremføres i artiklen.

Nikel (russisk: Ни́кель, finsk: Kolosjoki) er en by i Rusland på 9.519 indbyggere (2023) beliggende ca. 196 km nordvest for Murmansk og 7 km fra grænsen til Norge, hvilket gør det den by der liggers tættest på Norge. Byen var finsk indtil slutningen på anden verdenskrig.
Byen har fået sit navn efter de store forekomster af nikkel udenfor byen. Byens eksistens er tæt knyttet til det store nikkelværk lige uden for centrum som er ejet af Norilsk Nickel. Nikel er også kendt for en lav levealder og mange luftvejsinfektioner, som en følge af udslippene fra fabrikken i byen som er med til at forurene store dele af Kolahalvøen. Ironisk nok går meget af produktionen til bilindustrien i vesten hvor det bruges til katalysatorer. Indbyggerne anses som fattige, selv i russisk målestok.
Nikel har en jernbanestation og er tilknyttet Ruslands store jernbanenet.

### Miljø
- Bellona.no: Nikel – Norges hodepine Arkiveret 5. januar 2005 hos  Wayback Machine (norsk)
- Luftkvalitet.info: Daglig måling av luftkvalitet i Nikel Arkiveret 28. september 2007 hos  Wayback Machine (norsk)

### Nyhedsartikler
- Dagbladet.no: Nordmenn kidnappet i Nikel (norsk)
- Nrk.no: Rike eiere bør selv betale rensingen (norsk)